# Дерябины
Дерябины — древний дворянский род.
Род внесён в VI-часть родословной книги Костромской губернии.
В Боярской книге записан Давыд Корнилович Дерябин, дьяк Приказа Большого дворца (1640-1658), московский дворянин (1658-1668), походный московский дворянин царицы Натальи Кирилловны (1676-1677) и имел трёх дочерей, из которых средняя была замужем за князем Фёдором Семёновичем Барятинским, а меньшая за Яковом Семёновичем Волынским. Осип Дерябин владел поместьем в Костромском уезде (1693). Тит Дерябин стряпчий конюх (1696). Иван Ларионович владел населённым имением (1699).
Дерябин, Андрей Фёдорович, в 1787 году определён в Горное училище кадетом. В 1797 по возвращении из чужих краёв, произведён Гиттенфервальтером, в 1801 Берг-Гауптманом 5 класса, в 1804 Кавалером ордена Св. Анны 2 класса, в 1806 Обер-Берг Гауптманом 4 класса, в 1808 Августа 5 пожалован и с потомками его на дворянское достоинство дипломом и гербом, с коих копия хранится в Герольдии.

## Описание герба
В верхней половине щита, в правом серебряном поле две древесные ветви с плодами, положенные стеблями крестообразно, а в левом золотом поле виден соболь, бегущий диагонально в правую сторону. В нижней голубой половине изображён вид горы, изобилующей металлическими рудами, в подножии которой находится змий, а на вершине оной сова.
Щит увенчан дворянскими шлемом и короною со страусовыми перьями с золотою на середине их звездою. Намёт на щите золотой, подложенный голубым. Герб Дерябина внесён в Часть 9 Общего гербовника дворянских родов Всероссийской империи, стр. 148.